# Aphis sediradicis
Aphis sediradicis är en insektsart som beskrevs av Pashtshenko 1993. Aphis sediradicis ingår i släktet Aphis och familjen långrörsbladlöss. Inga underarter finns listade i Catalogue of Life.